# Charles Solomon Huffman
Charles Solomon Huffman (* 8. Oktober 1865 in Vincennes, Indiana; † 6. Mai 1960 in Columbus, Kansas) war ein US-amerikanischer Politiker. Zwischen 1919 und 1923 war er Vizegouverneur des Bundesstaates Kansas.

## Werdegang
Charles Huffman besuchte die öffentlichen Schulen seiner Heimat. Im Jahr 1883 absolvierte er die High School. Zwischenzeitlich half er auf der Farm seines Vaters und unterrichtete als Lehrer. Nach einem anschließenden Medizinstudium an der University of Missouri und seiner 1890 erfolgten Zulassung als Arzt begann er in Columbus in diesem Beruf zu arbeiten. Während des Spanisch-Amerikanischen Krieg von 1898 diente er als Hauptmann im medizinischen Dienst der amerikanischen Streitkräfte. Dabei war er auf den Philippinen eingesetzt. Später war er zwischen 1917 und 1919 Adjutant General der Nationalgarde von Kansas. Politisch schloss er sich der Republikanischen Partei an. Zwischen 1904 und 1919 saß er im Senat von Kansas. Vier Jahre lang war er dort Vorsitzender des Committee on Ways and Means. Während seiner letzten Legislaturperiode leitete er den Ausschuss für Militärangelegenheiten. Er brachte mehrere Gesetzesvorlagen zur Verbesserung der Qualität von Lebensmitteln und für Sicherheitsbelange im Bergbau ein. Ferner war er einer der Direktoren der Columbus State Bank. Im Jahr 1915 wurde er deren Präsident. Diesen Posten bekleidete er bis kurz vor seinem Tod im Jahr 1960. Seine Tätigkeit als Arzt stellte er kurz nach der Jahrhundertwende ein.
1918 wurde Huffman an der Seite von Henry Justin Allen zum Vizegouverneur von Kansas gewählt. Dieses Amt bekleidete er zwischen dem 13. Januar 1919 und dem 8. Januar 1923. Dabei war er Stellvertreter des Gouverneurs. Nach dem Ende seiner Zeit als Vizegouverneur war er weiterhin in der Bankenbranche tätig. Er war auch Mitglied zahlreicher Organisationen und Vereinigungen. Charles Huffman starb am 6. Mai 1960 im Alter von 94 Jahren in Columbus.